# Alain Doulieu
Pas d'image ? Cliquez ici

a Compétitions nationales et continentales officielles uniquement.

b Matchs officiels uniquement.
Alain Doulieu, né le 11 décembre 1942 à Marseille et mort le 13 juillet 2022 à Sartène, est un joueur de rugby à XIII international français évoluant au poste d'ailier dans les années 1960 et 1970.
Il joue au rugby à XIII au sein du club du RC Marseille avec lequel il remporte la Coupe de France en 1965 et 1971 et dispute une finale du Championnat de France en 1973 .
Fort de ses performances en club, il côtoie l'équipe de France et compte une sélection officielle le 23 janvier 1965 affrontant la Grande-Bretagne.

## Palmarès
- Collectif : 
  - Vainqueur de la Coupe de France : 1965 et 1971 (Marseille).
  - Finaliste du Championnat de France : 1973 (Marseille).

### Détails en sélection
| 1. | 23 janvier 1965 | Grande-Bretagne | 7-17 | Test-match | Ailier | - | - | - | - |